# Zhulin yeshi
Le Zhulin yeshi (chinois 株林野史 ; pinyin Zhūlín yěshǐ), ou « Histoire non officielle du bosquet de bambou », est un roman érotique du xviie siècle.
Le Zhulin yeshi est un roman en seize chapitres datant soit de la fin des Ming, soit du début des Qing (xviie siècle). Son auteur est inconnu.
Yeshi ou « histoire non officielle » est une expression, parodiant les histoires officielles, souvent utilisée pour désigner un roman. Elle est d'autant plus justifiée dans le cas du Zhulin yeshi qu'il s'agit d'un roman historique. Le récit en effet prend place durant la période des Printemps et des Automnes, au début du viie siècle av. J.-C. Le roman exploite un fonds taoïste de pratiques sexuelles, qui ici sont surtout un prétexte pour narrer les nombreuses relations sexuelles des personnages. L'héroïne pratique ainsi la « méthode de la fille de Candeur pour recueillir les fruits de la bataille » (Sunü caizhan zhi fa), dont la finalité est d'acquérir l'immortalité.
Le nom de l'héroïne, Su E, a la même sens que celui de Sunü, soit Belle de Candeur (Fille de Candeur). Sunü est le personnage qui donne la repartie à l'empereur Jaune dans le Classique de l'empereur Jaune, un ouvrage médical canonique. Su E est la fille du duc Mu de l'État de Zheng et de son épouse la dame Zhang. Dans un rêve, un taoïste enseigne à Su E les secrets de l'art amoureux, en particulier la méthode de la fille de Candeur, qui doit lui permettre d'absorber le principe mâle pour nourrir son essence vitale. À la fin du roman, Su E, sa servante Hehua (Fleur de lotus) à qui elle a enseigné ses secrets, et une princesse, sœur du roi de Jin, deviennent des Immortelles.
Bien qu'interdit sous les Qing, le roman semble avoir été apprécié du public.

## Traduction
- Belle de Candeur. Zhulin Yeshi. Roman érotique de la dynastie Ming, trad. Christine Kontler, Éditions Picquier, 1987.